# Hippelates linearis
Hippelates linearis är en tvåvingeart som först beskrevs av Malloch 1934.  Hippelates linearis ingår i släktet Hippelates och familjen fritflugor. Inga underarter finns listade i Catalogue of Life.